# Rumsultanatet
Rumsultanatet (Sultanatet Rûm) var en stat i stora delar av Anatolien i nuvarande Turkiet vilka hade erövrats från det bysantinska riket av seldjukerna i slutet av 1000-talet och som existerade fram till 1300-talet. Rum är det arabiska namnet på Mindre Asien (arabiska ar-Rūm).) Blandningen av kulturer och språkutvecklingen mellan folken samt traditionerna som möttes i området lade grunden till det moderna Turkiet.
Bildandet av seldjuksultanatet skedde efter slaget vid Manzikert 1071 och var ett av flera riken som uppstod efter splittringen av det stora seldjukiska riket. Sultantiteln gavs till seldjukrikets härskare av abbasidkalifen efter erövringen av Bagdad 1055 och innebar att seldjukhärskarna beskyddade kalifatet. Seldjukerna tog till en början gradvis kontroll över hela Anatolien, men drevs 1097 tillbaka av korsfararna till de inre delarna av området.
Sultanatet i Rum var det seldjukrike som levde längst. Det styrdes från huvudstaden Konya i västra Anatolien fram till 1277 då staden erövrades av det framväxande förstedömet Karaman. Under senare delen av 1200-talet blev riket försvagat av strider mot mongolerna, regionala furstendömen i Anatolien och av inre maktstrider tills det upplöstes omkring år 1300.